# Чегртуша
Чегртуша (лат. Anas strepera) честа је врста патака из подрода Mareca, која не зарања целим телом у потрази за храном. Чегртуша се гнезди у северним деловима Европе, Азије и Северне Америке. У Србији се гнезди само у североисточном делу Србије, и то у јужном Банату, Подунављу око Сребрног језера и ушћа реке Пек, као и Кључу и Неготинској крајини. Бројност популације је порасла за око 2,5% у последњих 49 година (од 1966. до 2010). Тренутни популациони трен је растући. У Србији је процењена бројност на 200—340 гнездећих парова, са умереним популационим растом. Чегртуша је, поред глуваре и крџе, најловљенија врста патака, са око 1,7 милиона одстрељених годишње.

## Таксономија
Први формални опис врсте урадио је шведски природописац Кал Лине 1758. године у свом 10. издању Systema Naturae. Он је увео биномијални назив лат. Anas querquedula. Истраживање ДНК је показало да је сестринска врста српастој патки, обе филогенетски блиске звиждарама и обе спадају у род Mareca. Описане су две подврсте:
- лат. , описао ју је Лине и представља номиналну подврсту.
- † лат. M. s. couesi, Кузова чегртуша, ишчезла око 1874. године. Насељавала је корални атол Тераина, у Пацифичком океану.[8]

Специјски епитет strepera је термин каснолатинског језика и значи "бучна".

## Опис
Чегртуша је 46–56 центиметара дугачка патка са распоном крила од 78 до 90 центиметара. Мужјак је мало већи од женке и тежи у просеку 990 грама, насупрот женке која је око 850 грама тешка. Мужјак је у сезони гнежђења сиво обојен, са црним подрепним делом тела, светлокестењастим крилима и јаркобелим крилним огледалом, које се јасно уочава док птица мирује и лети. Ван сезоне гнежђења (еклипсна форма), мужјаци изгледају као женке, с тим да задржавају кестењасту обојеност на крилима. Покровно перје тела је сивкастије него код женке и има мање наранџасте боје на кљуну.
Женка је светлобраон обојена и јако је слична женки глуваре. Идентификација и одвајање од глуваре је могућа на основу боје кљуна, која је код чегртуше тамније наранџаста, али и по мањој величини тела, белом огледалу на крилима (код глуваре плаве боје) и белом стомаку. Оба пола мењају перје два пута годишње.
Чегртуша је тиха патка, осим у сезони гнежђења, приликом удварања. Женке се оглашавају са квак, слично оном код глуваре, транскрибовано као гаг-аг-аг-аг. Мужјаци грокћу, транскрибовано нхек, али се оглашавају и звиждуком.

## Распрострањеност
Чегртуша се гнезди у северним деловима Европе, Азије и Северне Америке. У Србији се гнезди само у североисточном делу Србије, и то у јужном Банату, Подунављу око Сребрног језера и ушћа реке Пек, као и Кључу и Неготинској крајини. Чегртуша је строго миграторна врста. Зимске месеце проводи јужно од арела гнежђења.

## Понашање
Чегртуша је птица отворених водених станишта, као што су преријска и степска језера, влажне травнате површине, са густом штрчећом вегетацијом. Храни се брботањем и полузарањањем вади биљке дна. Гнезди се на земљи, на одређеној даљини од воде. Није изразито грегарна као остале патке за време негнездеће сезоне и удружује се у мала јата. Тиха је врста. Мужјак се оглашава промуклим звиждуком, а женка чегртуше има исто квак оглашавање као и женка глуваре. Млади се хране инсектима на почетку, да би у каснијој доби у исхрану убацили мекушце и биљке. Чегртуша је врста која је обухваћена Споразумом о заштити афричко-азијских миграторних птица мочварица (AEWA).

## Заштита
Међународна унија за заштиту природе (IUCN) и BirdLife International су класификовали врсту као врста од најмање бриге, јер се не среће ниједан од услова за подизање статуса угрожености на глобалном нивоу. Бројност популације је порасла за око 2,5% у последњих 49 година (од 1966. до 2010). Тренутни популациони трен је растући. У Србији је процењена бројност на 200—340 гнездећих парова, са умереним популационим растом. Чегртуше су, поред глуваре и крџе, најловљеније врсте патака, са око 1,7 милиона одстрељених годишње.

## Галерија
- Гнездо обложено перјем
- Јаја из музејске збирке
- Млада птица
- Женка и мужјак